# Mary Hayley Bell
Mary Hayley Bell, née le 22 janvier 1911 à Shanghai (Chine) et décédée le 1er décembre 2005, est une comédienne et dramaturge britannique.

## Biographie
Elle joue sur les planches, à Broadway notamment, mais aussi dans quelques films : Vintage Wine (1935), The Shrike (1955) et The Big Freeze (1993).
Elle est également l'auteure de quatre pièces : Men in Shadow (1942), Angel (1947), Duet for Two Hands (1945), et The Uninvited Guest (1953). Elle joue dans toutes ses pièces.
Elle signe également un roman, Whistle Down the Wind (1961), qui est adapté au cinéma la même année.